# Збакув-Дольни
Збакув-Дольни (пол. Zbaków Dolny) — село в Польщі, у гміні Вонсош Ґуровського повіту Нижньосілезького воєводства.
Населення — 61 особа (2011).
У 1975-1998 роках село належало до Лешненського воєводства.

## Демографія
Демографічна структура станом на 31 березня 2011 року:
|          | Загалом | Допрацездатний вік | Працездатний вік | Постпрацездатний вік |
| -------- | ------- | ------------------ | ---------------- | -------------------- |
| Чоловіки | 30      | 8                  | 18               | 4                    |
| Жінки    | 31      | 6                  | 18               | 7                    |
| Разом    | 61      | 14                 | 36               | 11                   |